# Международный теннисный чемпионат в Макарске
 Международный теннисный чемпионат в Макарске (Хорватия) — профессиональный женский теннисный турнир. Игрался на открытых кортах с грунтовым покрытием.

## Общая информация
Теннисный центр в исторической области Далмация принимал множество турниров в период с 1996 по 2009 год. Большинство из них входили в календарь женского тура ITF, но единожды — в 1998 году — организаторы турнира смогли заполучить себе лицензию соревнования WTA, выкупив место закрывшегося соревнования в Джакарте.
Турнир продержался в подобном статусе лишь один розыгрыш, после чего вновь вернулся в календарь ITF. Освободившуюся лицензию перекупили организаторы соревнования в Оэйраше.

### Победители и финалисты
В финале одиночных соревнований в разное время играли такие известные теннисистки как Надежда Петрова, Мирьяна Лучич, Квета Грдличкова и Симона Халеп; в решающем матче парного турнира играла Катарина Среботник, Елена Костанич, Тина Крижан, Грета Арн; Петра Цетковская и многие другие.
Двое из трёх чемпионов единственного турнира WTA выиграли тогда свои дебютные титулы.

## Финалисты разных лет

### Одиночный турнир
| Год      | Призовой фонд | Чемпионка               | Финалистка             | Счёт                |
| -------- | ------------- | ----------------------- | ---------------------- | ------------------- |
| 2009     | 50.000 USD    | Татьяна Малек           | Симона Халеп           | 6-1 4-6 6-4         |
| 2008     | 50.000 USD    | Штефани Фогт            | Анастасия Пивоварова   | 6-2 6-3             |
| 2007     | 25.000 USD    | Маша Зец-Пешкирич       | Анастасия Полторацкая  | 6-3 6-3             |
| 2006     | 10.000 USD    | Ани Миячика             | Кристина Андлович      | 6-4 7-6(1)          |
| 2005     | 10.000 USD    | Саня Анчич              | Эмили Баке             | 6-4 6-3             |
| 2004     | 10.000 USD    | Луция Крзель            | Мервана Югич-Салкич    | 6-2 7-5             |
| 2003 (2) | 10.000 USD    | Наталья Гарбеллотто     | Матея Межак            | 7-6(5) 7-5          |
| 2003 (1) | 10.000 USD    | Делия Сесчоряну         | Санда Мамич            | 6-4 6-2             |
| 2002 (5) | 10.000 USD    | Ана Тимотич             | Ленка Новотна          | 6-4 3-6 6-1         |
| 2002 (4) | 10.000 USD    | Ивана Лисяк             | Тина Хергольд          | 7-6(5) 5-7 6-3      |
| 2002 (3) | 10.000 USD    | Тина Хергольд           | Ивана Лисяк            | 6-4 6-2             |
| 2002 (2) | 10.000 USD    | Елена Панджич           | Либуша Прушова         | 6-1 2-6 7-6(5)      |
| 2002 (1) | 10.000 USD    | Тина Хергольд           | Мария Вольфбрандт      | 3-6 6-3 7-5         |
| 2001 (3) | 10.000 USD    | Елена Панджич           | Петра Диздар           | 1-6 7-5 6-1         |
| 2001 (2) | 10.000 USD    | Габриэла Навратилова    | Доминика Лузарова      | 5-7 6-3 7-5         |
| 2001 (1) | 10.000 USD    | Гюльнара Фаттахетдинова | Барбара Орлай          | 6-3 4-6 6-2         |
| 2000 (4) | 25.000 USD    | Зузана Ондрашкова       | Йоана Гаспар           | 4-0 2-4 1-4 4-0 4-1 |
| 2000 (3) | 10.000 USD    | Зузана Ондрашкова       | Оана-Елена Голимбьоски | 6-2 6-2             |
| 2000 (2) | 10.000 USD    | Мервана Югич-Салкич     | Габриэла Навратилова   | 6-4 6-2             |
| 2000 (1) | 10.000 USD    | Зузана Ондрашкова       | Юлия Бейгельзимер      | 6-2 6-3             |
| 1999     | 10.000 USD    | Петра Мандула           | Десислава Топалова     | 7-5 7-5             |
| 1998 (2) | 107.500 USD   | Квета Грдличкова        | Ли Фан                 | 6-3 6-1             |
| 1998 (1) | 10.000 USD    | Надежда Петрова         | Зузана Валекова        | 6-4 6-2             |
| 1997 (2) | 75.000 USD    | Мирьяна Лучич           | Сандра Допфер          | 6-1 6-4             |
| 1997 (1) | 10.000 USD    | Джулия Казони           | Анна-Мария Фёльденьи   | 3-6 6-2 6-4         |
| 1996     | 10.000 USD    | Сильвия Талая           | Зузана Лесенарова      | 5-7 6-4 6-2         |

### Парный турнир
| Год      | Чемпионы                               | Финалисты                                | Счёт            |
| -------- | -------------------------------------- | ---------------------------------------- | --------------- |
| 2009     | Татьяна Малек Рената Ворачова          | Тереза Гладикова Каролина Косиньска      | 6-4 5-7 [10-6]  |
| 2008     | Полона Херцог Штефани Фогт             | Тадея Маерич Маша Зец-Пешкирич           | 7-5 6-2         |
| 2007     | Мари Андерссон Надя Рома               | Магдалена Кищинска Анастасия Полторацкая | Без игры        |
| 2006     | Иоана-Ралука Олару Антония-Ксения Тоут | Юханна Ларссон Надя Рома                 | 6-4 7-5         |
| 2005     | Александра Лукич Патриция Воллмайер    | Мелани Хафнер Мета Севсек                | 6-4 6-2         |
| 2004     | Мартина Бабакова Ивета Герлова         | Мария Пенкова Лиза Тоньетти              | 6-1 6-4         |
| 2003 (2) | Габриэла Никулеску Моника Никулеску    | Дарья Юрак Мария Кунова                  | 6-2 6-2         |
| 2003 (1) | Штефани Хайднер Даниэла Клеменшиц      | Габриэла Никулеску Моника Никулеску      | 3-6 7-6(7) 6-4  |
| 2002 (5) | Мартина Бабакова Ленка Новотна         | Кика Хогендорн Кристиана Хоппманн        | 6-4 6-1         |
| 2002 (4) | Яна Мацурова Ленка Новотна             | Ана Тимотич Зузана Земенова              | 1-6 6-3 6-3     |
| 2002 (3) | Петра Цетковская Тина Хергольд         | Даниэла Казанова Мирьяна Ковачевич       | 7-5 6-2         |
| 2002 (2) | Тина Хергольд Евгения Савранская       | Сильвия Диздери Зузана Хейдова           | 6-3 7-5         |
| 2002 (1) | Тина Хергольд Евгения Савранская       | Ивана Абрамович Ленка Тварошкова         | 5-7 6-3 7-5     |
| 2001 (3) | Петра Кучова Бланка Кумбарова          | Ивана Абрамович Раффаэлла Бинди          | 6-4 7-5         |
| 2001 (2) | Доминика Лузарова Габриэла Навратилова | Ленка Новотна Павлина Тиха               | 6-2 7-5         |
| 2001 (1) | Петра Кучова Габриэла Навратилова      | Зузана Хейдова Мервана Югич-Салкич       | 1-6 6-2 6-3     |
| 2000 (4) | Ева Мартинцова Алёна Васкова           | Мая Матевжич Мая Палавершич              | 4-2 4-1 2-4 4-2 |
| 2000 (3) | Наталья Галоуза Зузана Хейдова         | Рамона Бут Эдина Галловиц                | 7-5 6-3         |
| 2000 (2) | Аноук Синниге Аноук Стерк              | Оана-Елена Голимбьоски Эстер Молнар      | 6-4 7-6(2)      |
| 2000 (1) | Инга Альберс Наталья Галоуза           | Петра Кучова Габриэла Навратилова        | 6-1 6-2         |
| 1999     | Ольга Благотова Габриэла Навратилова   | Грета Арн Петра Мандула                  | 0-6 6-3 7-6     |
| 1998 (2) | Тина Крижан Катарина Среботник         | Евгения Куликовская Карин Кшвендт        | 7-6 6-1         |
| 1998 (1) | Елена Костанич Катарина Среботник      | Людмила Церванова Зузана Валекова        | 6-3 6-1         |
| 1997 (2) | Ольга Лугина Елена Пампулова           | Мария Головизнина Евгения Куликовская    | 5-7 7-5 7-5     |
| 1997 (1) | Евгения Куликовская Каролина Шнайдер   | Нора Ковеш Хелена Вилдова                | 6-1 4-6 6-4     |
| 1996     | Михаэла Гасанова Мартина Неделкова     | Габриэла Навратилова Сабина Радевичова   | 6-3 6-3         |